# Азинари ди Бернеццо, Деметрио
Деметрио Азинари ди Бернеццо (итал. Demetrio Asinari di Bernezzo; 9 сентября 1878 года, Турин, Королевство Италия — 23 июля 1939 года, Берн, Швейцария) — итальянский политик, государственный деятель, военнослужащий. Дворянин из рода маркизов ди Бернеццо.

## Биография
Профессиональный военный. Полковник кавалерии. С 1915 года по 1918 год участвовал в Первой мировой войне. В результате боевых действий стал инвалидом.
Являлся секретарём Провинциальной фашистской федерации Турина.
С 1929 года — президент Института Святого Павла в Турине.
2 марта 1929 года назначен сенатором Королевства Италия. 14 мая 1929 года подтверждены полномочия, а 24 мая 1929 года принял присягу. Входил в состав комиссий занимавшихся вопросами правосудия и экономики.
С 14 июля 1935 года по 23 июля 1939 года — президент «La Stampa».

## Награды
- Великий офицер ордена Короны Италии (16 ноября 1931 года)
- Командор ордена Короны Италии (15 ноября 1925 года)
- Кавалер Савойского военного ордена (8 декабря 1927 года)[1]
- Кавалер ордена Святых Маврикия и Лазаря (27 мая 1923 года)
- Кавалер ордена Короны Италии (8 июля 1917 года)
- Серебряная медаль «За воинскую доблесть» (трижды)
- Бронзовая медаль «За воинскую доблесть»